# Science of Stupid
Science of Stupid (tạm dịch: Khoa học Ngớ ngẩn) là một loạt chương trình khoa học hài hước trên kênh National Geographic Channel. Dẫn chương trình của phiên bản Vương quốc Anh ban đầu là Richard Hammond, sau đó được thay thế bởi Dallas Campbell. Phiên bản được bản địa hóa được sản xuất ở các quốc gia khác với các dẫn chương trình như Manish Paul của Ấn Độ, Ramon Bautista của Philippines và Ymke Wieringa của Hà Lan. Cũng có các phiên bản khác ở châu Mỹ Latin (một ở Argentina, và một ở Mexico, cùng tên), Brazil, Đức, v.v. nhưng với tên được dịch.
Tập đầu tiên được phát sóng vào ngày 21 tháng 7 năm 2014. Trong chương trình này, các lý thuyết khoa học được thể hiện qua nhiều hoạt động hằng ngày như thể thao, hành động nguy hiểm,... Science of Stupid chiếu một số đoạn phim vui nhộn và giải thích khoa học cho những hành động đó. Phương châm của chương trình là "Học khoa học không cần hành động và vẫn an toàn". Các video thường được tự quay lại. Mùa thứ hai của chương trình bắt đầu phát sóng ngày 2 tháng 3 năm 2015. Vào ngày 3 tháng 3 năm 2017, chương trình phát sóng trở lại trên National Geographic Channel.
Các phiên bản khác của chương trình có cùng nội dung với nhau, nhưng bài tường thuật và trình bày bằng ngôn ngữ địa phương.

## Các mùa
| Mùa | Mùa | Tập | Phát sóng           | Phát sóng           |
| Mùa | Mùa | Tập | Bắt đầu             | Kết thúc            |
| --- | --- | --- | ------------------- | ------------------- |
|     | 1   | 14  | 21 tháng 7 năm 2014 | 7 tháng 8 năm 2014  |
|     | 2   | 15  | 2 tháng 3 năm 2015  | 20 tháng 3 năm 2015 |